# 카슈미르사향노루
카슈미르사향노루(Moschus cupreus)는 사향노루과에 속하는 우제목/경우제목의 일종이다. 아프가니스탄과 인도 그리고 파키스탄에서 발견되는 멸종 위기종의 하나이다. 예전에 산사향노루의 아종으로 간주하기도 했지만, 현재는 별도의 종으로 분류한다. 어깨 높이는 60cm 정도이며, 수컷만 사향을 갖고 있고 짝짓기 철에 암컷에게 자신의 위치를 알리기 위해 사용하고 있다. 카슈미르사향노루는 아시아 전역에서 발견되는 7종의 사향노루 중의 하나로 서식지 감소와 사향을 얻기 위한 과도한 사냥때문에 멸종 위기에 처해 있다.